# Валентин Ревански

## Биография
Валентин Ревански е роден на 25 май 1972 г. в град Ямбол, Народна република България. Висшето си образование завършва в Колежа по мениджмънт, търговия и маркетинг в град София.
Започва като продавач на вестници. Става собственик 999 ТВ, радио 999 и на млекопреработвателното предприятие „Сакарела“.
На 30 януари 2009 г. е избран за президент на БК „Тунджа“ (по-късно БК „Ямбол“).
През 2016 г. организира референдум до жителите на област Ямбол, да изкажат мнението си дали искат в областта да бъдат изградени бежански центрове.

### Политическа дейност
На местните избори през 2019 г. е кандидат за кмет на община Ямбол, издигнат от „Пряка демокрация“. На проведения първи тур получава 10810 гласа (или 40,18%) и се явява на балотаж с кандидата на БСП за България – Катя Георгиева, която получава 5794 гласа (или 21,54%). Избран е на втори тур с 12722 гласа (или 61,92%).